# Chrysothrix chlorina
Espèce
Chrysothrix chlorina est un lichen appartenant à l'ordre des Arthoniales.

## Description
Le thalle est pulvérulent de couleur jaune d'or donnant une impression de fluorescence.

## Habitats
Roches gréseuses où il peut couvrir d'importantes surfaces.